# قضاء غزة
قضاء غزة (بالإنجليزية: District of Gaza) هو تقسيم إداري سابق في فلسطين التاريخية يعود لفترة للانتداب البريطاني (بين 1920 وحتى 1948)، مركزه مدينة غزة. يقع في الجزء الجنوبي لفلسطين على ساحل البحر الأبيض المتوسط، ويحاذيه من الشمال قضاء الرملة، ومن الشرق قضاء الخليل، ومن الجنوب قضاء بئر السبع، ويحاذي الحدود المصرية من الجنوب الغربي.

## بلدات قضاء غزة
هدمت إسرائيل بعد إنشاءها في النكبة عام 1948 القرى التي إحتلتها في ذلك الحين وأقامت عليها مستوطناتها. ويبلغ عدد القرى المدمرة في قضاء غزة 47 قرية تقريبا:
| - إسدود - بربرة - برقة - برير - البطاني الشرقي - البطاني الغربي - بعلين - بيت جرجة - بيت دراس - بيت طيما - بيت عفا - تل الترمس - تل الفراني (شرق عسقلان) - جسير - الجلدية (غزة) - الجورة | - جولس - الجية - حتا - حليقات - حمامة - خربة الخصاص أو الخصاص - دمرة - دير سنيد - سمسم - السوافير الشرقية - السوافير الشمالية - السوافير الغربية - صميل - عبدس - عراق سويدان - عراق المنشية | - عرب صقرير - الفالوجة - قسطينة - كرتيا - كوفخة - كوكبا - المجدل - المحرقة - المسمية الصغيرة - المسمية الكبيرة - نجد - نعليا - هربيا - هوج - ياصور |

### القرى والمدن الباقية
بعد العام 1948 بقي جزء من قضاء غزة خارج السيطرة الإسرائيلية عام 1948 وأصبح تحت الإدارة المصرية وعُرف فيما بعد بقطاع غزة.
تم إحتلال قطاع غزة في العام 1967 وما زالت مدن وبلدات وقرى مثل مدينة غزة ورفح وخانيونس ودير البلح وبيت حانون وبيت لاهيا موجودة إلى الآن، وأصبحت ضمن أراضي السلطة الوطنية الفلسطينية بعد اتفاقية أوسلو ويطلق عليها أقليم قطاع غزة وأهمها:
| - غزة - رفح - خان يونس - النصيرات - بني سهيلا - جباليا - دير البلح - الزوايدة (فلسطين) | - المصدر - خزاعة - عبسان الكبيرة - عبسان الجديدة - بيت لاهيا - بيت حانون |

}